# Lobdengau
Der Lobdengau war eine mittelalterliche Gaugrafschaft im heutigen Südhessen und Nordbaden.

## Geographie
Er erstreckte sich von Heidelberg bis Weinheim und vom Rhein bis zur Bergstraße. Im Osten zog er sich am Odenwald entlang und streifte die Orte Dielheim und Wiesloch. Im Süden stieß er an Walldorf, Oftersheim und Schwetzingen an. Im Westen grenzte er an die Oberrheinische Tiefebene. Neckar, Rhein und Bergstraße waren seine naturgegebenen Orientierungslinien. Vom Odenwald im südlichen Bereich des Neckars umfasste der Lobdengau ausschließlich den Westrand, vom nördlichen Odenwald erstreckte er sich von Eberbach bis Weinheim.

## Name
Der Name des Lobdengaus geht zurück auf den früheren Namen Ladenburgs, das im Mittelalter den Namen Lobdenburg trug. Dieser Name wiederum geht auf den lateinischen Namen Lopodunum für eine römische Siedlung an der Stelle Ladenburgs zurück. Der Name Lopodunum ist vermutlich keltischen Ursprungs.
Der Name Lobdengau ist erstmals in einer Urkunde des Klosters Fulda aus dem Jahr 763 nachzuweisen.
Die letztmalige Erwähnung im Mittelalter erfolgte 1065 in einer Urkunde Heinrichs IV. Als der Name dann im 19. und 20. Jahrhundert in der Forschungsliteratur wieder verwendet wurde, wurde dieser in Anlehnung an Ladenburg manchmal in „Ladengau“ abgewandelt.

## Geschichte
Der Lobdengau bestand bis Ende des 11. Jahrhunderts und ging aus einem römischen Verwaltungsbezirk hervor. Sein Landschaftsbild hat bis heute durch Natur und Mensch vielfältige Veränderungen erfahren. Rhein und Neckar flossen bis zu ihren künstlichen Einfassungen in oftmals wechselndem Laufe dahin. So suchte der Neckar sich sein Bett mit unzähligen Seitenarmen bis ins 10. Jahrhundert hinein entlang der Bergstraße bis Lorsch. Bestimmte Gebiete des Lobdengaus beherbergten von den frühgeschichtlichen Perioden bis zur Mitte des 8. Jahrhunderts hin die Siedlungsräume des Menschen. Andere Landschaften, wie der Odenwald, wurden zunächst gemieden und erst ab dem 12. Jahrhundert besiedelt. Ansiedelungen blieben nicht immer erhalten, aber eine Beständigkeit der Siedlungsflächen lässt sich in der Rheinebene anhand archäologischer Ausgrabungen seit der Bronzezeit nachweisen. Der Hauptort Ladenburg war bereits seit der hiesigen Römerzeit ein gut ausgebautes Verwaltungszentrum der weiteren Umgebung und prägte viele Jahrhunderte lang die Besiedelung und Geschichte des Raumes.
Im 10. Jahrhundert wurde das Amt des Gaugrafen in weiten Teilen von den Konradinern wahrgenommen.
Grafen im Lobdengau waren:
- Konrad Kurzbold († 948), Graf im Lobdengau
- Konrad, dessen Neffe, 953/965 Graf im Lobdengau
- Meingaud, dessen Sohn, 987–1002 Graf im Lobdengau

Im Jahr 1011 übertrug Heinrich II. in zwei am 9. Mai in Bamberg ausgestellten Diplomen die Wingarteiba und den Lobdengau an den Bischof Burchard von Worms. Dies wurde von Konrad II. im Jahr 1026 bestätigt.
Als wichtige Quelle über die Geschichte des Lobdengaus dient der Lorscher Codex.